# オーバーステア

運転者の想定した緑の破線に対し、赤い破線がオーバーステア傾向によるスピンのライン

オーバーステア（英語: Oversteer）またはオーバーステア傾向とは、通常レベルの直進安定性を持った自動車が、定常円旋回で一定の舵角のまま駆動力（速度）を上げていった際、後輪の接地摩擦力が遠心力に負け（後輪のスリップ角が前輪のスリップ角よりも大きくなり）、車両が円の内側に巻き込まれる挙動を示すシャーシ特性を指す。特にモータースポーツではルース (loose) とも呼ばれる。
オーバーステア傾向の車両は速度が上がり、運動エネルギーが大きい状態でスピンに陥りやすくなる。そのため一般向けの自動車では、運転者の対処が難しいオーバーステア傾向を避け、弱アンダーステア傾向に設計されている。
オーバーステアになり、特定のRの旋回目標を越える度合いになった場合、コーナーの向きと反対側にハンドルを切るカウンターステアを用いて軌跡の修正（スピン回避）を行なう必要がある。

## 参考リンク
- アンダーステア、オーバーステアとはどういうことですか？ - JAFクルマなんでも質問箱